# Talus-Saint-Prix
Talus-Saint-Prix è un comune francese di 109 abitanti situato nel dipartimento della Marna nella regione del Grand Est.

## Società

### Evoluzione demografica
Abitanti censiti